# Spaarne Gasthuis (Heemstede)
Het Spaarne Gasthuis in de Nederlandse gemeente Heemstede is een voormalige dependance van het Spaarne Gasthuis. In dit ziekenhuis vonden uitsluitend dagbehandelingen plaats.

## Geschiedenis
Het ziekenhuis werd in 1874 door Freule Teding van Berkhout gesticht in Haarlem als het Diaconessenhuis, Van Berkhout behoorde tot de protestantse kring Réveil. Het Diaconessenhuis werd gevestigd aan de Nieuwe Gracht waar het plaats bood aan acht patiënten. Op 31 augustus 1887 verhuisde het naar de Hazepaterslaan nabij het Florapark en de Haarlemmerhout, daar waren toen vijftien bedden beschikbaar. In de loop der jaren werd dit ziekenhuis steeds uitgebreid. Op 1 juni 1973 sloot deze sterk verouderde vestiging en betrok het een nieuw gebouw met 365 bedden aan het Spaarne in Heemstede.

### Fusies
In 1989 fuseerde het Diaconessenhuis met de rooms-katholieke Mariastichting in Haarlem, dat daar ook aan het Spaarne lag, tot het Spaarne Ziekenhuis. In 2004 werd een nieuwe hoofdvestiging in Hoofddorp in gebruik genomen. Het gebouw in Heemstede bleef in gebruik als dagziekenhuis en het ziekenhuis in Haarlem werd gesloten.
In 2015 fuseerde het Spaarne Ziekenhuis met het Kennemer Gasthuis in Haarlem. De nieuwe naam van dit fusieziekenhuis werd het Spaarne Gasthuis. Dit ziekenhuis had vestigingen in Hoofddorp, Haarlem-Zuid (Schalkwijk), Haarlem-Noord en Heemstede.

### Sluiting
In februari 2020 werd bekend dat het Spaarne Gasthuis zijn locatie in Heemstede wilde afstoten. In het gebouw zaten het kinderdiabetescentrum en poliklinieken van de afdelingen chirurgie, dermatologie, gynaecologie, kindergeneeskunde, KNO, orthopedie, radiologie, reumatologie, urologie en plastische chirurgie. Deze waren reeds ondergebracht bij de hoofdlocaties in Hoofddorp en Haarlem-Zuid.
Naast het ziekenhuis zaten in het gebouw ook andere zorgverleners die een ruimte huren, waaronder fysio- en manuele therapeuten, huisartsen, plastisch chirurgen en tandartsen. Het Spaarne Gasthuis dat eigenaar is van het gebouw wil de locatie ontwikkelen tot een eerstelijns gezondheidscentrum met particuliere woonzorg en reguliere woningen. Hiervoor diende wel een uitbreiding van het bestemmingsplan van het perceel door het Heemsteeds college goedgekeurd te worden. Het perceel had enkel een maatschappelijke bestemming, de woonfunctie zou daaraan toegevoegd moeten worden.